# Districtul Grand Port
Grand Port este un district  în   statul Mauritius. Reședința sa este orașul Mahebourg.